# Franjo Tomšič
Franjo Tomšič, slovenski železniški gradbenik, * 18. julij 1848, Dedni Dol, † 28. februar 1908, Praga. 

## Življenje in delo
Franjo Tomšič, brat A. Tomšiča, železniški gradbenik, je nižjo realko obiskoval v Ljubljani (1861-1863), višjo v Gradcu, tehniko je začel študirati v Gradcu (1867–1871), nadaljeval pa v Pragi. Po končanem študiju je bil gradbeni inženir pri Železniški-gradbeni družbi Karlovec-Reka, po letu 1887 pa je samostojno gradil v Hercegovini, na Tirolskem, v Vorarlbergu, Galiciji in drugje. Od 1895–1908 je služboval pri železniškem oddelku Deželnega odbora v Pragi, vodil gradnjo skoraj polovice vseh lokalnih prog, zgrajenih v tem času na Češkem, zlasti proge: Modřany-Čerčany; Blatná-Rožmitál-Strakonice; Světlá-Ledeč nad Sázavou; Mělník-Mšeno; Libochovice-Roudnice. Januarja 1908 je bil za svoje zasluge imenovan za gradbenega svetnika deželne vlade.
Tomšič je bil vse življenje zaveden Slovenec. V Pragi je postal pod vplivom češkega narodnega gibanja tudi vnet propagator slovanstva, predvsem pa češko-slovenske vzajemnosti. Leta 1901 je ustanovil Podporno društvo za slovenske visokošolce, bil njegov predsednik, od 1907 častni član; društvo je samó leta 1908 podpiralo 64 slovenskih visokošolcev in veliko pripomoglo, da so uspešno končali študij. Zelo je bil aktiven tudi v češkem odboru Slovenskega planinskega društva. Pisal je tudi članke in jih objavljal v praškem nemškem dnevniku Politik in prevedel v slovenščino roman Karoline Světlé Kantorčica (1874, izšel v zbirki Listki, zv. VII.,  urdnik J. Jurčič). 

## Zunnje povezave
- Berkopec Oton. »Tomšič Franjo«. Slovenski biografski leksikon. Ljubljana: ZRC SAZU, 2013 – prek Slovenska biografija.

1. 1 2  Archiv hl. m. Prahy, Matrika zemřelých u Nejsvětější Trojice ve Spálené ul., sign. TRS Z5, s. 240 — Vol. TRS Z5. — str. 240.